# Waldemar de Brito
Waldemar de Brito (São Paulo, 1913. május 17. – São Paulo, 1979. február 21.) brazil labdarúgócsatár.